# Anhídrid acètic
L'anhídrid acètic, comunament abreujat Ac₂O, és un dels anhídrids carboxílics més simples. Amb fórmula química (CH₃CO)₂O, és un dels reactius més utilitzats síntesi orgànica. És un líquid incolor, amb una olor forta de vinagre (àcid acètic), a causa de la seva reacció amb la humitat de l'aire.

## Propietats
L'anhídrid acètic es dissol en aigua fins a aproximadament un 2,6% (m/m)., però, una solució aquosa d'anhídrid acètic no és estable perquè aquest descompon en uns pocs minuts (el temps exacte depèn de la temperatura) en una solució d'àcid acètic.

## Producció
Industrialment l'anhídrid acètic pot ser produït per oxidació de l'acetaldehid amb O₂, formant-se àcid peracètic CH₃C(=O)OOH que reacciona catalíticament amb una altra molècula d'acetaldehid per donar l'anhídrid acètic, o per piròlisi de l'àcid acètic a cetena CH₂=C=O, la qual a continuació en una segona etapa reacciona amb una molècula d'àcid acètic per formar l'anhídrid acètic, o per carbonilació catalítica (emprant monòxid de carboni) de l'acetat de metil.

## Usos
L'anhídrid acètic és àmpliament emprat en química per l'acetilació d'alcohols i amines.
La major part de la producció d'anhídrid acètic va a parar a la fabricació d'acetat de cel·lulosa (plàstics i fibres tèxtils).
Altres aplicacions, per exemple, són la síntesi de la tetraacetiletilenodiamina (TAED) en la indústria de detergents, i la síntesi de fàrmacs com ara l'àcid acetilsalicílic (aspirina) o el paracetamol.
També pot actuar com deshidratant.

## Reaccions
La hidròlisi de l'anhídrid acètic produeix àcid acètic:
(CH  3  CO)  2  O+H  2  O → 2CH  3  COOH
L'anhídrid acètic és un agent acetilant que reacciona amb nucleòfils, per exemple amb alcohols per formar èsters acètics:
(CH  3  CO)  2  O+ROH → CH  3  COOR+CH  3  COOH

## Seguretat
L'anhídrid acètic és corrosiu, irritant i inflamable.